# Nazionale maschile under 21 di baseball dell'Ucraina
La nazionale maschile under 21 di baseball ucraina rappresenta l'Ucraina nelle competizioni internazionali di età non superiore ai ventuno anni.

## Piazzamenti

### Europei
- 2012 :  2°
- 2016 :  1°